# Prostheclina pallida
Prostheclina pallida är en spindelart som beskrevs av Eugen von Keyserling 1882. Prostheclina pallida ingår i släktet Prostheclina och familjen hoppspindlar. Inga underarter finns listade i Catalogue of Life.